# Liste rechtsextremer Kampfbegriffe
Diese Liste umfasst Begriffe der als Metapolitik bezeichneten Strategie, die genutzt wird, um rechtsextreme Positionen in einem gemäßigt akademisch anmutendem Vokabular in die Mitte der Gesellschaft zu transportieren und sie dort diskursfähig zu machen sowie:
1. Begriffe und „Schlagwörter als notwendige politische Mittel zur Vereinfachung einer Ideologie“[2], die ausschließlich im populistischen und rechtsextremen Diskurs genutzt werden,
2. Begriffe, die aus dem populistischen und rechtsextremen Milieu in den hegemonialen Diskurs gelangt sind
3. Neutrale Begriffe, die im rechtsextremen Milieu eine andere Denotation oder Konnotation haben als im hegemonialen Diskurs oder gezielt gemäß der eigenen Ideologie umgedeutet werden.

## Begriffe
- 68er sind ein zentrales Feindbild im Rechtsextremismus. Damit werden Akteure und politische Projekte zumeist der 1960er Jahre bezeichnet, die autoritäre Strukturen in Gesellschaft, Staat und Familie aufbrechen und eine weitreichende Aufarbeitung der Verantwortung deutscher Eliten und Institutionen für den Nationalsozialismus und seine Verbrechen forderten. Damit führten sie einen Niedergang Deutschlands herbei. Der Antisemitismus kommt im expliziten Verweis auf die jüdische Abkunft einiger Protagonisten der Frankfurter Schule zum Ausdruck, in der zentrale theoretische Debatten der Studierendenbewegung geführt wurden.[3] Pegida-Demonstration mit Anspielung auf Wüstengebiete als Euphemismus auf islamische Zuwanderer, gerichtet gegen Bundeskanzlerin Merkel als Strippenzieherin der Umvolkung; Dresden 2016

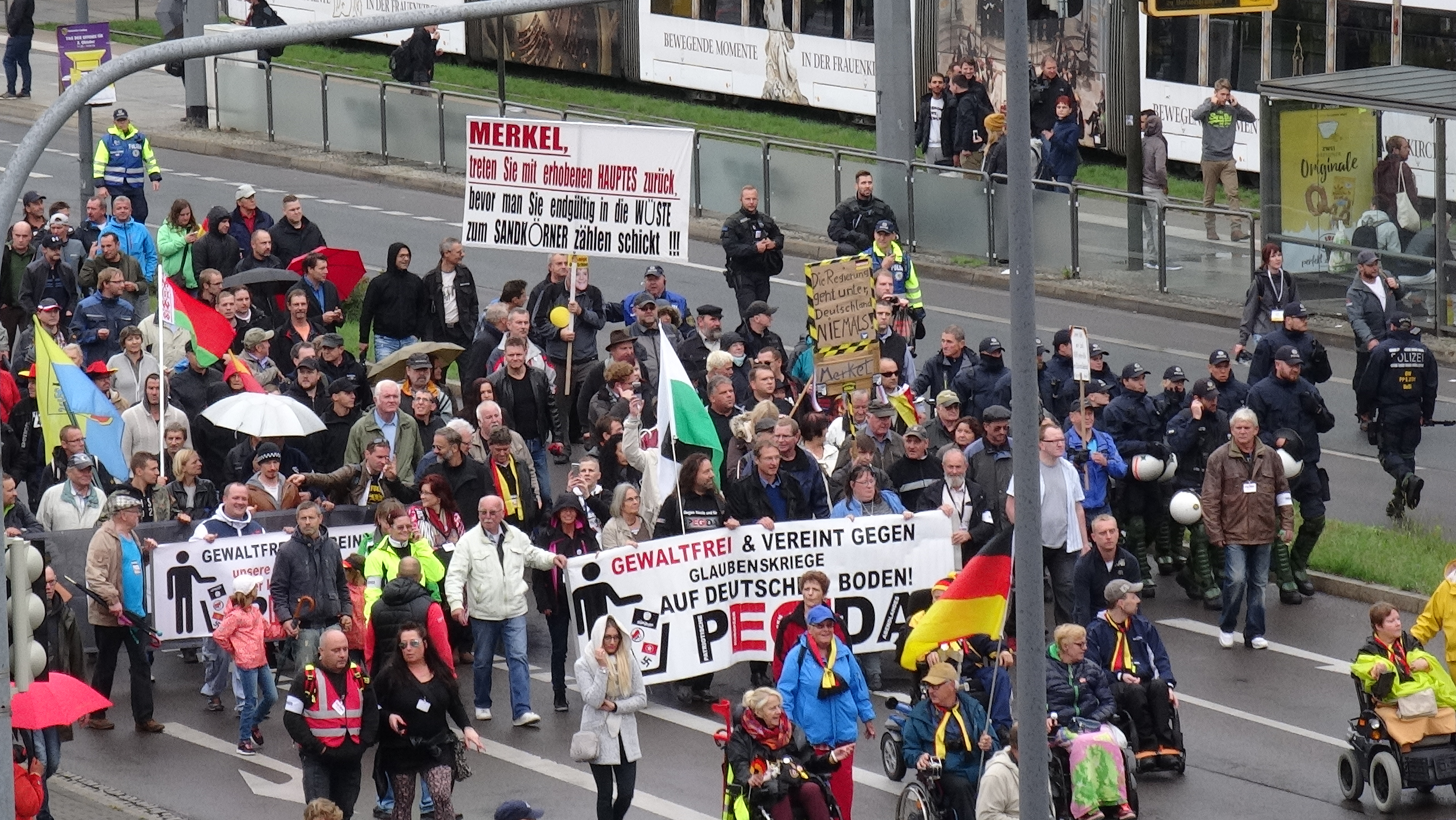
Pegida-Demonstration mit Anspielung auf Wüstengebiete als Euphemismus auf islamische Zuwanderer, gerichtet gegen Bundeskanzlerin Merkel als Strippenzieherin der Umvolkung; Dresden 2016

- Abendland als jüdisch-christliches, wahlweise pagan-heidnisches Siedlungsgebiet, das gegen eine gezielte Islamisierung verteidigt werden muss. Den einstweiligen Höhepunkt fand die Verwendung ab 2014 mit den „Patriotischen Europäern gegen die Islamisierung des Abendlandes“ (Pegida).
- Antisemitismuskeule bzw. Auschwitzkeule ist ein Motiv in verschiedenen politischen Gruppen und Strömungen. Dazu zählen Anhänger von Verschwörungserzählungen, linksautoritäre Strömungen und rechte Parteien. Auch antisemitische Ressentiments gegenüber Israel werden häufig mit einem Verweis auf die »Antisemitismuskeule« verteidigt. Wann der Begriff der Keule zuerst auftrat, ist unbekannt, aber die Formulierung erregte 1988 starke Aufmerksamkeit, als Martin Walser in einer Rede Auschwitz als »Moralkeule« bezeichnete. Er behauptete, dass ständig von der Shoah gesprochen und diese benutzt werde, um Deutschland moralisch abzuwerten. Dieser schuldabwehrende Antisemitismus ist heute vor allem in rechtsextremen Kreisen sehr verbreitet.[4]
- Asylindustrie ist die abwertende Bezeichnung für Vereine und Organisationen, die Geflüchtete unterbringen, beraten und unterstützen und vom Staat finanziert werden. Die Wortschöpfung wurde erstmals 2014 in der Welt verwendet, um auf den Missstand der überhöhten Einnahmen von zweifelhaften Heimbetreibenden aufmerksam zu machen, die keine adäquaten Unterkünfte für die hohen Zuwendungen bereitstellen. Er wird nurmehr vor allem auf rechten Blogs genutzt, um das gesamte Spektrum der Geflüchtetenhilfe abzuwerten.[5]
- Ausländerfrei war 1991 das erste deutsche Unwort des Jahres und bezieht sich auf den NS-Terminus judenfrei. Siehe auch LGBT-ideologiefreie Zone in Polen.
- Babycaust ist ein Relativierungsbegriff des radikalen Christentums.
- Boogaloo als Synonym für Bürgerkrieg ist das aus den USA stammende Ziel von weltweit verbundenen, in Europa besonders in Ostdeutschland und den Niederlanden gängiger „Terrorgram“ genannten Chatgruppen auf einem Messengerdienst. Das lose Netzwerk vor allem vereinzelter männlicher Individuen ab 12 Jahren zielt mit einer als „Militanter Akzelerationismus“ bezeichneten Ideologie auf eine Beschleunigung der Zerstörung des im Abstieg empfundenen Westens durch Anschläge auf LGBTQ, Muslime und Juden. Die Mitte der 2020er Jahre dominanteste Strömung des Rechtsterrorismus zielt mit ihren Attacken nicht unbedingt auf besonders hohe Opferzahlen, sondern hohe mediale Aufmerksamkeit. Vorbilder sind Personen wie Timothy McVeigh, Stephan Balliet und Anders Breivik.[6] Dresdner Neonazidemonstration im Februar 2020. Das Fronttransparent lautet: „Kein Opfer ist vergessen. 75 Jahre alliierter Bombenterror. 13. Februar 1945“

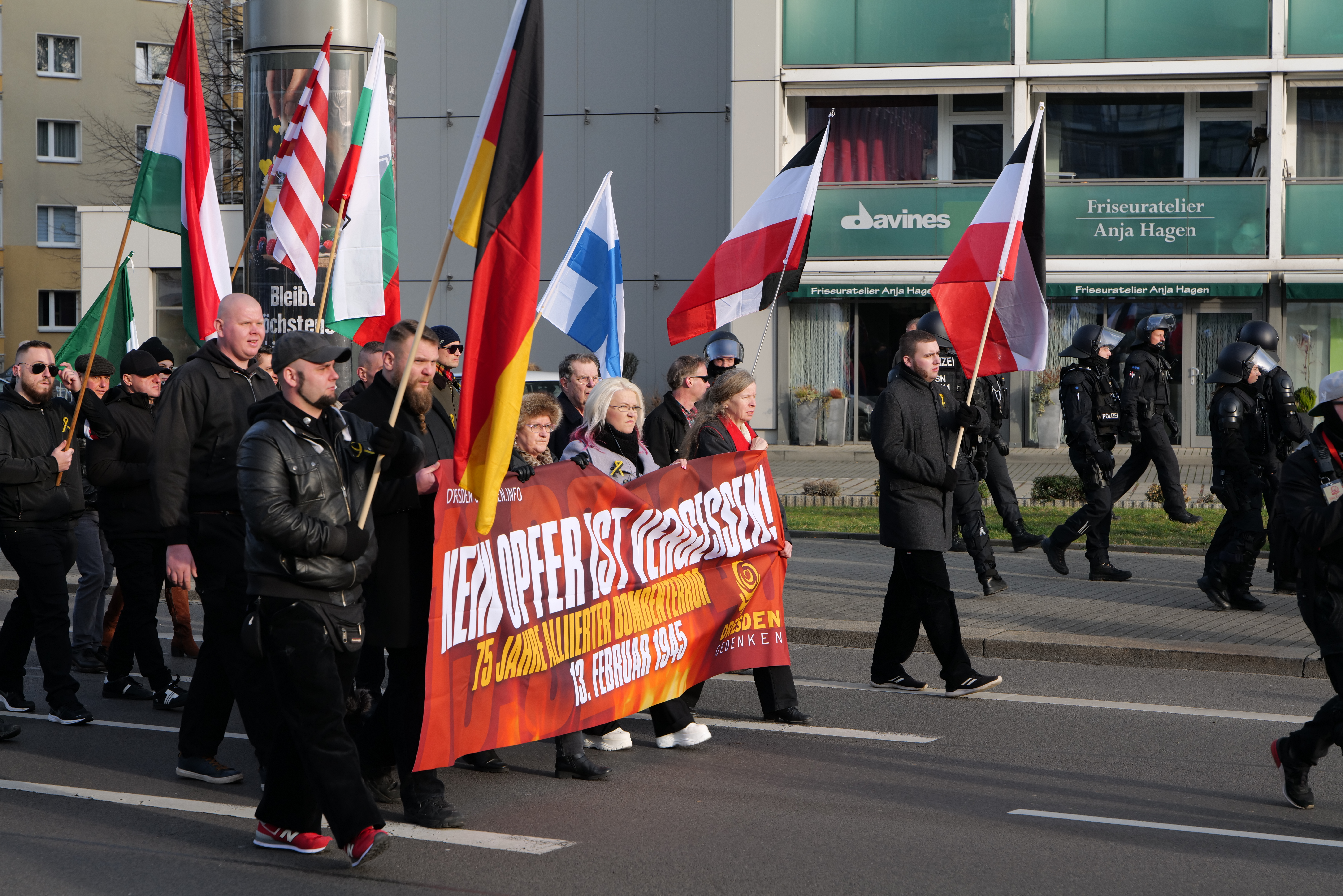
Dresdner Neonazidemonstration im Februar 2020. Das Fronttransparent lautet: „Kein Opfer ist vergessen. 75 Jahre alliierter Bombenterror. 13. Februar 1945“

- Bombenholocaust von David Irving verbreiteter Begriff aus dem Kriegsverbrechertribunal in Nürnberg. Er wird oft in Verbindung mit  „Luftkriegsterror“ genutzt und unterstellt bei Negation vorhergehender deutscher Bombenangriffe einen lange geplante Vernichtung bei gleichzeitiger Relativierung der Shoah. In vielen osteuropäischen Ländern versammeln sich Rechte, um die in ihren Augen dekadenten Pride-Umzüge zu stören oder zu verhindern. Hier zeigt ein russischer Neonazi den sog. Deutschen Gruß beim schwulenfeindlichen Aufmarsch in Moskau 2010.

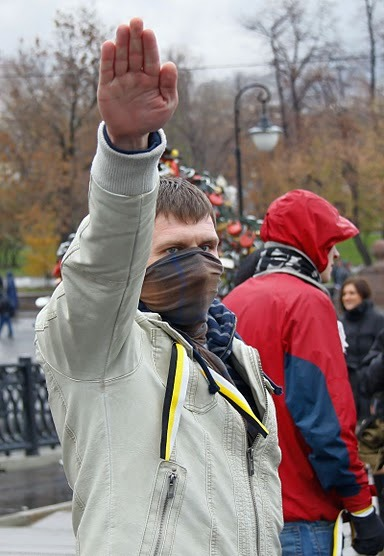
In vielen osteuropäischen Ländern versammeln sich Rechte, um die in ihren Augen dekadenten Pride-Umzüge zu stören oder zu verhindern. Hier zeigt ein russischer Neonazi den sog. Deutschen Gruß beim schwulenfeindlichen Aufmarsch in Moskau 2010.

- Dekadenz ist das in einer Theorie angelegte Dogma vom Verfall aller Wertordnungen durch Überfluss und Luxus. Auf der als Gegenentwurf dienenden männerbündischen Entschlossenheit beruht der Gewaltkult des Rechtsextremismus und die Ansicht, dass Gewalt, die Rückwendung zum fiktiven Ursprung, zur Reinheit und Einheit alle politischen und sozialen Konflikte löst. Dies geschieht durch Wahrmachen durch die Tat und die radikale Negation der Geschichte.[7]
- Demokratie ist immer Bezugspunkt, aber uneinheitlich verwendeter Kampfbegriff der extremen Rechten. Von der kompletten Ablehnung der parlamentarischen Demokratie in Neonazi-Strukturen reicht er bis zu einer völkisch-nationalistischen Demokratiekonzeption der Heimat. Dieses Konzept widerspricht der demokratischen Grundlage des Pluralismus, betont eine rassistisch begründete Ungleichwertigkeit, verlangt eine politische Elite und letztlich einen autoritären Staat mit homogenem Volk als Voraussetzung. Dabei dient die Forderung nach direkter Demokratie der Durchsetzung des eigentlichen Volkswillens gegen einen schädlichen Einfluss der liberalen Demokratie und ihrer Parteien.[8]
- Demokröte dient als Dehumanisierungsmetaphorik für gemäßigte Gegner der Rechten, um Ekel zu erzeugen und Vernichtungshemmungen zu senken.[9]
- Deus vult ist mindestens seit 2014 eine Losung rechtsextremistischer Kreise in den Vereinigten Staaten und wurde durch eine entsprechende Tätowierung Pete Hegseths in die Öffentlichkeit gerückt. Er führt sie in lateinischer Schrift auf seinem Bizeps. Die durch 4Chan als Meme in der Alt-Right-Szene verbreitete Losung steht für ein ahistorisch rein weiß imaginiertes europäisches Mittelalter und dessen Kreuzzüge als islamfeindliche Fantasie[10][11].
- Deutschenfeindlichkeit: Nach langer Verortung der Deutschenfeindlichkeit aufseiten der anderen europäischen Großmächte wie Frankreich und dem Vereinigten Königreich, später auch den Vereinigten Staaten verschob sich die Bedeutung hin zu einer revisionistischen und antisemitischen Bedeutung. In den letzten Jahren erlebte der Begriff eine erneute Verschiebung in den Kontext antimuslimischen Rassismus.[12]
- Einheitspartei. Im Gegensatz zu tatsächlichen existenten Staatsparteien wie etwa in kommunistisch geprägten Ländern bezeichnet dieser Begriff und der verwandte Altpartei im rechtsextremen Kontext einen Block von Parteien, die dieselben Ziele verfolgten und gegen Willen und Interesse des Volkes arbeiteten. Der Begriff impliziert, dass die Zusammenarbeit demokratischer Parteien, etwa in Koalitionen, zu einer Diktatur führe.[13]Björn Höcke von der AfD hinter Rednerpult mit Slogan „Kein Bock auf Blockparteien“. Hinter ihm ein Oxymoron „Friedliche Revolution mit dem Stimmzettel“. 2019

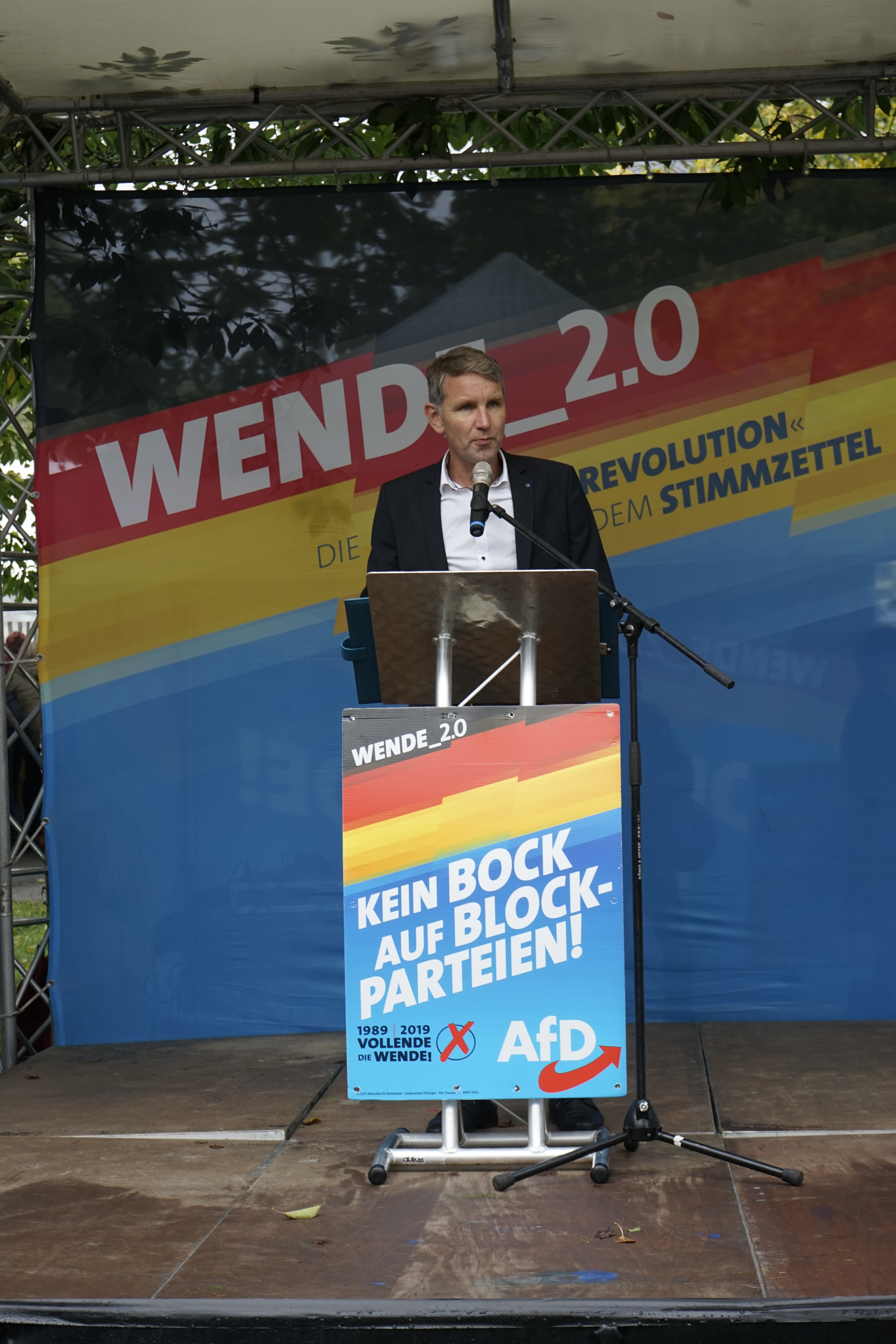
Björn Höcke von der AfD hinter Rednerpult mit Slogan „Kein Bock auf Blockparteien“. Hinter ihm ein Oxymoron „Friedliche Revolution mit dem Stimmzettel“. 2019

- Elite. Dazu zählen sämtliche Angehörigen des Systems. In Deutschland sind es Politiker der „Konsensparteien“ CDUSPDGrüne, abgehobene Funktionsträger, unverständliche Wissenschaftler, liberale Protestanten, Katholiken und Medienschaffende. Die Elite hat sich der Erzählung nach 1968 an die Macht geputscht und durch kulturfremde Umerziehung den Deutschen das Deutsche und die nationale Selbstbestimmung im Tausch gegen eine übergestülpte europäische Integration ausgetrieben. Oppositionelle Kräfte können sich gegen den Zusammenhalt der Elite und der „Systemparteien“ nicht bilden und der Widerstand gegen die herrschende Klasse kann nur in einer Revolte von rechts kommen. Nach der Machtübernahme werden die falschen Eliten durch richtige ersetzt, die organisch im Volk wurzeln und durch natürliche Auslese von diesem hervorgebracht worden sind. An der Spitze steht ein Herrscher als leibgewordener Wille des Volkes. Wer diesen Mann attackiert, meint das Volk.[14]
- Establishment, ursprünglich „linke“ Prägung durch die „68er“ der Nachkriegszeit und gemünzt auf die rechtskonservative Schicht, wird von der neuen Rechten zunehmend zur Bezeichnung traditioneller liberaler Demokraten verwendet.
- Ethnopluralismus
- Fachkräfte, auch das „Goldstück“, dient als sarkastische Chiffre, die genutzt wird, wenn eine kriminelle Tat durch einen Menschen mit Migrationshintergrund begangen wurde. Hintergrund ist die Politik, Fachkräfte zur Einwanderung zu bewegen, um der Überalterung Deutschlands zu begegnen. Es handelt sich deshalb um eine rassistische Floskel, da trotz erhöhter Zuwanderung ein Kriminalitätsrückgang stattfindet.[15]
- Feminazi ist ein vom ultrachristlichen Radiomoderator Rush Limbaugh verbreitetes, mit Babycaust verknüpfbares Kofferwort, das Limbaugh seinem Freund, dem Ökonomen Thomas Hazlett von der Clemson University zuschrieb.[16] Es drückt tiefe Feindschaft gegen den Feminismus aus, insbesondere die von ihm geforderte körperliche Selbstbestimmung der Frauen.
- Festung Europa
- Flüchtling
- Freiheit ist ein zentraler Bestandteil der Programme rechtsextremer Parteien seit 1945. In Abgrenzung zum „totalitären Kommunismus“ wird die Befreiung Deutschlands durch die Alliierten als Beginn einer geistigen Besatzung und Entfremdung vom „deutschen Wesen“ interpretiert, dem ein positiver Entwurf eines völkischen, souveränen Nationalstaats mit ihm dienenden Individuen steht. Vorwiegend Medien nutzen das Wort frei oder Freiheit im Titel, etwa Deutsche Freiheit, Freie Nation, Das Freie Deutsche Wort oder Junge Freiheit. Gerhard Frey prägte für die DVU den Begriff nationalfreiheitlich. Organisationen sind etwa die Deutsche Freiheitspartei und die Freie Sozialistische Partei[17] sowie Freiheitliche Deutsche Volkspartei und Freie Sachsen.
- Frühsexualisierung
- Gemeinschaft, insbesondere die spezifisch rechte Volksgemeinschaft, sind Umschreibungen einer gewünschten Gesellschaft innerhalb der rechtsextremen Ideologien. Auf Grundlage rassischer Kriterien und der Identifikation mit der völkischen Lehre wird so eine Bluts- und Gesinnungsgemeinschaft definiert und die Basis für die praktische Ausgrenzung artfremder und anders denkender Menschen gelegt.[18]
- Gender-Ideologie, auch Gender-Mainstreaming, Geschlechtergleichschaltung als starker antifeministischer Standpunkt. Gefürchtet wird eine ‚widernatürliche‘ Umerziehungsmaßnahme. Das dichotome Geschlechtermodell mit der Frau übergeordnetem Mann als Basis der nationalen Einheit solle so in der Tradition marxistischer Gesellschaftsmodelle zerstört werden.[19]
- Geschichte dient als Hüllwort für Nationalsozialismus, um nicht mehr nur über ihn zu sprechen. Der Begriff dient als identitätsstiftende Beschwörungsformel und bezieht sich zumeist auf eine halluzinierte deutsch-germanische Vergangenheit, die teilweise auf Gustaf Kossinna bezugnehmend bis in die Urgeschichte zurückreichen soll und teilweise auch von audiovisuellen Medien in Narrativen aufgegriffen wird.[20]
- Gewerkschaft / Gewerkschaftsbonze
- Globalisten
- Gore-Effekt

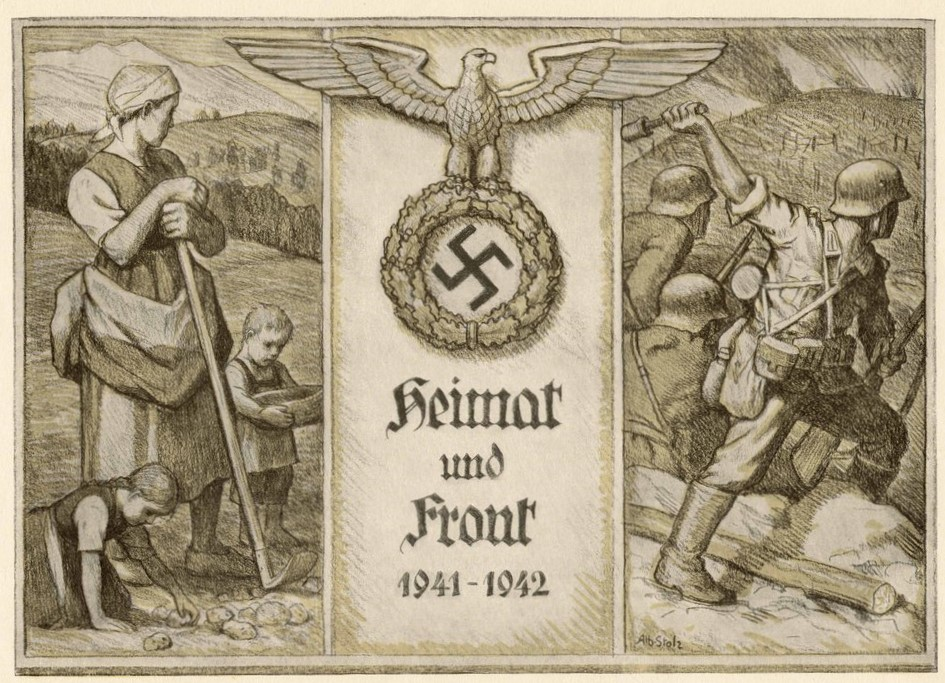
Propagandapostkarte der Arbeitsgemeinschaft der Optanten, Text: Heimat und Front 1941–1942

- Gutmensch Propagandapostkarte der Arbeitsgemeinschaft der Optanten, Text: Heimat und Front 1941–1942 Logo der rechtsextremen Partei „Die Heimat“
- Heimat / Heimatschutz

Logo der rechtsextremen Partei „Die Heimat“

- Heldengedenken statt Volkstrauertag. In der Neonazi-Szene ist der Heldenkult, wie er beispielsweise im Rudolf-Heß-Gedenkmarsch stattfand, neben der Ehrung von Soldat, Soldatentum und Gewalt traditionelle Folklore.
- Identität, siehe auch Identitäre
- Islamisierung
- Jude, ‚jüdisch‘ oder ‚verjudet‘ werden selten als rechtsextreme Kampfbegriffe offen genutzt. Grund dafür ist nicht eine Absenz von Antisemitismus, sondern die Einschränkung einer offensiv vorgetragenen antisemitischen Haltung nach der Shoah. Die politische Taktik der Rechtsextremen berücksichtigt in diesem und anderen Fällen die Konsequenzen des Tatbestandes der Volksverhetzung im § 130 StGB und nutzt Euphemismen und Codes. In fast allen Strömungen des Rechtsextremismus werden antisemitische Behauptungen in geschlossenen Szene-Veranstaltungen frei geäußert. Diese beziehen sich primär auf biologistische und kulturalistische Konzepte, deren Stereotype bis ins Mittelalter zurückreichen und nach denen Eigenschaften aufgrund von Erbgut sowie kulturellen und religiösen Strukturen in aktualisierter Form tradiert werden. Dies betrifft besonders die absichtliche Verfälschung jüdischer Traditionen und Bräuche und die undifferenzierte, Individualität und unterschiedliche Ausprägungen der jüdischen Philosophie, Strömungen der Religion und Kulturvarianten negierende Verschwörungserzählung dunkler Mächte, derzufolge die jüdischen und als jüdisch markierten Menschen die Welt beherrschen und ‚finanziell auspressen‘ wollten. Diesen ‚strippenziehenden‘ Personen werden Raffinesse in Gelddingen und hohe Intelligenz zugeschrieben. Die Verschwörungserzählungen werden häufig nicht nur in der extremen Rechten, sondern auch anderen politischen Zusammenhängen sowie Internetforen kolportiert und finden sich selbst latent und manifest in der Mehrheitsgesellschaft wieder. Dies ermöglicht der extremen Rechten, ihren Judenhass in der gesellschaftlichen Mitte wuchern zu lassen.[21]
- Judaslohn
- Kameradschaft, siehe auch Freie Kameradschaften
- Kapitalismus ist in der neonazistischen Strömung der extremen Rechten mit der Ablehnung von unkontrollierter Marktwirtschaft und der sogenannten Globalisierung bzw. vom Globalismus denotiert. Anders als bei der völkisch-nationalistisch orientierten autoritär-neoliberalen extremen Rechten will sie die Wirtschaft durch staatliche Eingriffe nach völkischen beziehungsweise rassistischen Regeln steuern und durch eine „raumorientierte Volkswirtschaft“ ersetzen.[22]
- Klimahysterie bzw. Klimalüge als Klimawandelleugnung.
- Kollektivschuld
- Kultur und kulturelle Identität, siehe  Kulturalismus
- Kulturmarxismus ist ein vor allem in den USA genutzter Begriff, dem eine antisemitische Verschwörungserzählung zugrunde liegt. Der Erzählung zufolge haben die jüdischen Marxisten der Frankfurter Schule langsam die „Kultur“ übernommen und versucht, Christentum, Familie und Nation zu untergraben, um eine neue Weltanschauung und ein neues Systems der Kontrolle zu etablieren. Dazu dienten Masseneinwanderung, sexuelle Befreiung und moralischer und ästhetischer Verfall. Kulturmarxisten wären überzeugt, dass sie nun alle Bereiche des öffentlichen Lebens kontrollieren, einschließlich der Medien, der Schulen, der Unterhaltungsindustrie, der Wirtschaft und der nationalen und globalen Regierungssysteme.[23] Pegida-Banner mit Lügenpresse-Sprüchen, Frankfurt 2015

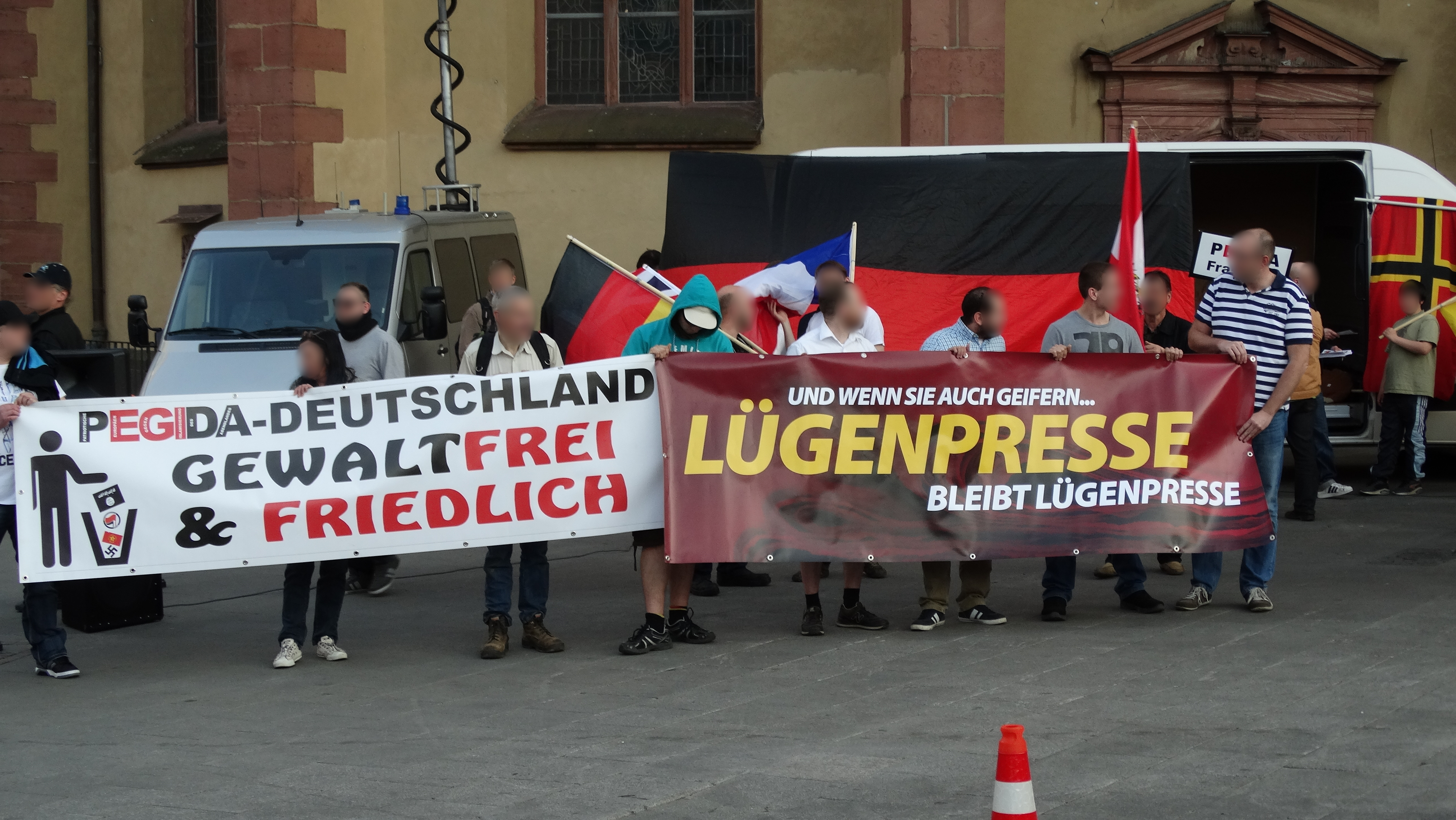
Pegida-Banner mit Lügenpresse-Sprüchen, Frankfurt 2015

- Lügenpresse zur Diskreditierung des Journalismus. Neonazis konnten damit konträre Meinungen ausblenden und unpassende Fakten ignorieren. Durch Pegida ist der Begriff in weitere Kreise bis zu rechtsoffenen Coronaleugnern geraten.[24][9]
- Meinungsdiktatur ist häufig eine Reaktion auf Kritik an bewussten Lügen, Belästigung oder Verhetzung. So werden Minderheitsmeinungen als von der Elite verbotene Stimme der normalen Leute propagiert und rassistische oder sexistische Untertöne negiert, um Grenze des Sagbaren immer weiter zu verschieben.[13]
- Marxismus bzw. Kommunismus ist als theoretisches Fundament der sozialistischen Arbeiterbewegung bereits seit der Kaiserzeit ein primärer Feind des Deutsch-Nationalismus und später Nationalsozialismus. Er diente bei der Machtübernahme 1933 als wesentliche Begründung außen- und innenpolitischer Maßnahmen. Im Ursprung wurden der Sozialismus als antinational gebrandmarkt und mit dem Antisemitismus verknüpft, insofern als die internationalistisch orientierte sozialistische Bewegung als von einem „Internationalen Judentum“ gesteuert angegriffen wurde. Der nach 1945 neben Kommunismus wenig genutzte Begriff des „Bolschewismus“ wurde ab den 1990er Jahren durch den Linksextremismus als Feindbezeichnung ersetzt.[25]
- Multi-Kulti
- Nation
- National befreite Zone
- Nationaler SozialismusVölkisch-nationaler Rückzugsort und Treffpunkt auch für Identitäre[26]: die vom Vorsitzenden der schlesischen Jugend betriebene Gaststätte in Marlishausen nahe Arnstadt.[27] 2021

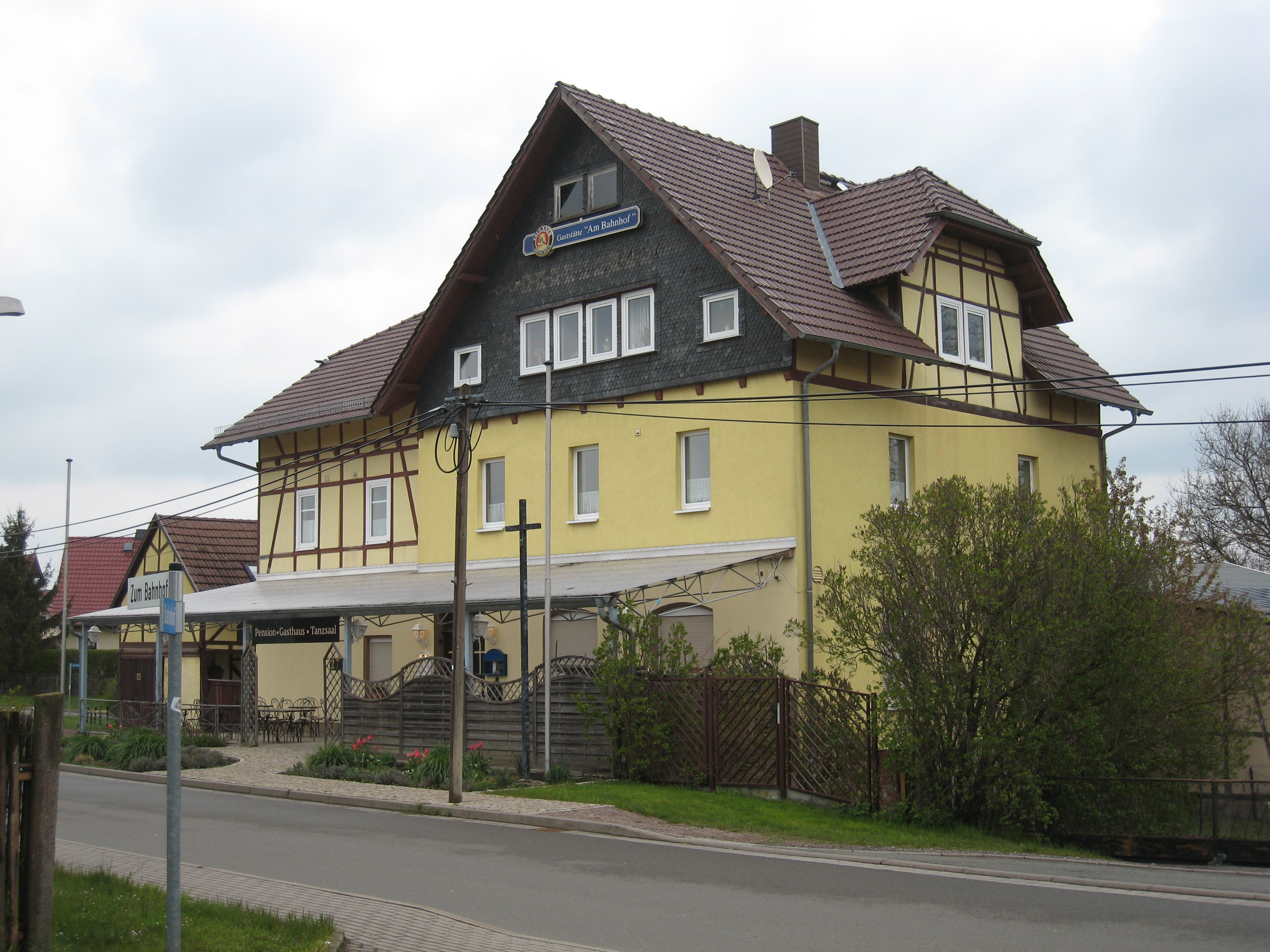
Völkisch-nationaler Rückzugsort und Treffpunkt auch für Identitäre: die vom Vorsitzenden der schlesischen Jugend betriebene Gaststätte in Marlishausen nahe Arnstadt. 2021

- Natur ist als völkischer Heimatbegriff die imaginierte Einheit einer autochthonen homogenen Bevölkerung und ihres urwüchsigen Siedlungsgebietes. Mit der Blut-und-Boden-Ideologie und dem Bestreben nach Autarkie wurde im Naturschutz im Nationalsozialismus ein totalitärer Pfad mit der Landschaftsplanung in Osteuropa nach dem Generalplan Ost eingeschlagen.[28] Die bekanntesten Vertretung einer Renaissance ist die völkische Siedlungsbewegung aus dem rechten ökologischen und esoterischen Spektrum ab der Jahrtausendwende. Ihr Chefideologe Steffen Hupka forderte 2012 eine unerschütterliche nationalsozialistische Weltanschauung, „rassische Zugehörigkeit“ zu den „germanischen“ Völkern und „genetische Gesundheit“. Die möglichst abgelegen wohnenden „Sippen“ sollen sich unbedingt von der Gesellschaft isolieren und „ausreichend Nachwuchs zeugen“. Jeder Mann gilt zugleich als „Bauer und Soldat“. Es gibt Überschneidungen zur Reichsbürger-, alternativ/spirituellen-, Veganismus-, Prepper- und Selbstversorgerszene.[27]
- Nazi-Keule dient als Relativierung der Verbrechen und suggeriert wie andere Begriffe ein gesellschaftliches Tabu von Kritik. Eine nicht stattgefundenen Vergangenheitsbewältigung wird so zur Bewältigung der Gegenwart. Historisch einzigartig Ereignisse wie die industrielle Massenvernichtung von Menschen werden relativiert sowie „zum Zweck der Instrumentalisierung in heutigen Auseinandersetzungen“ gebraucht.[29]
- Oberjude
- Ostküste bzw. die Rede von den „Schaltzentralen der amerikanischen Ostküste“ ist ein Euphemismus für das angeblich von Juden beherrschte globale Finanzsystem. Neonazis vermuten, dass die weltgrößte Aktienbörse und auch die Banken in New York insgeheim von Juden kontrolliert würden. Der Begriff „raffendes Kapital“ (im Gegensatz zum schaffenden Kapital) ist eine in diesem Umfeld ebenfalls häufig anzutreffende Umschreibung für den Bankensektor.[30]
- Polit-Made ist einer der dehumanisierenden Begriffe, der nicht nur zur Abwertung des Gegners führt, sondern auch eine Hemmung der Gewalt reduziert.
- Political Correctness wird als Stigmawort und ideologischer Code eingesetzt. Neben der generellen Diffamierung emanzipatorischer und linker Theorie und Praxis als formloser, aber machtvoller Kraft modifiziert ein begleitender Metadiskurs die Bedeutung rechtsextremer und revisionistischer Inhalte. Diese werden mit Verweis auf die Meinungsfreiheit als notwendige Tabubrüche in öffentlichen Diskursen eingefordert. Der Begriff nutzt dem konservativen und rechtsextremen Spektrum, wehrt emanzipatorische, pluralistische, liberale und demokratische Tendenzen ab und gilt als ein Phänomen des neurechten Durchdringungs- und Normalisierungsdiskurses.[31]
- Quasselbude bzw. Quatschbude: Abwertende Bezeichnungen für Parlamente
- Rasse ist nach rechter Ideologie dann entstanden, als Europäer auf Ureinwohner Afrikas oder Australiens trafen. Das Ergebnis sei ein traumatisierender Schock gewesen und die Angetroffenen hätten ohne Geist und Kultur, Vernunft und tiefere Empfindung gelebt. Die Unterteilung in höhere und niedere Rassen der menschlichen Spezies erlaubte Unterjochung, Völkermord und die Behauptung der eigenen Überlegenheit, was als Folge und Verarbeitung dieses Traumas betrachtet werden müsse. Daraus leitet sich heute kein Herrschaftsanspruch mehr ab, nur noch die Forderung, in Ruhe überleben zu dürfen. Eine Öffnung der Grenzen führe zum Selbstmord jenes Subjekts, von dem der Rassismus aber selbst nicht genau weiß, ob es die weiße, die sogenannte arische Rasse oder nur ein autochthon deutsches Volk sei.[20] Da im hegemonialen Diskurs auf Grund der Ächtung der Verbrechen im NS selten ein positiver Bezug auf Rasse vorkommt, wird versucht, Rasse-Konzepte als Kern rechter Ideologie in der Öffentlichkeit neu zu diskutieren.[32]
- Rassismus gegen Weiße wird seit 2014 insbesondere in Medien wie der Jungen Freiheit thematisiert und dient der Umkehrung des zunehmenden Bewusstseins etwa über institutionelle Diskriminierung von Kindern mit Einwanderungsgeschichte im Bildungsbereich. Wie beim Kampfbegriff „Deutschenfeindlichkeit“ ist es dieser rechtsextremen Erzählung nach nicht möglich, Abwertendes gegen „Schwarze, Latinos oder Araber“[33] zu sagen und es wird behauptet: „Rassismus gibt es nur in eine Richtung: Blond und Hell“. Wiewohl „Blonde“ und „Helle“ Opfer von Mobbing und Gewalt werden können, gibt es keine Erkenntnisse über eine institutionelle Diskriminierung auf Grund ihrer Haar- oder Hautfarbe. Die Erzählung dient daher zur Abwertung antirassistischer Strategien und zur Relativierung von Rassismus.[32]
- Raum, siehe auch Volk ohne Raum Demonstration der Identitären „Gegen Illegale, Einwanderungsinvasion und die Islamisierung Europas“ 2015 im französischen Calais mit großem Transparent „Remigration“ und kleinem Plakat gegen „Diversität“ als Codewort für den großen Austausch

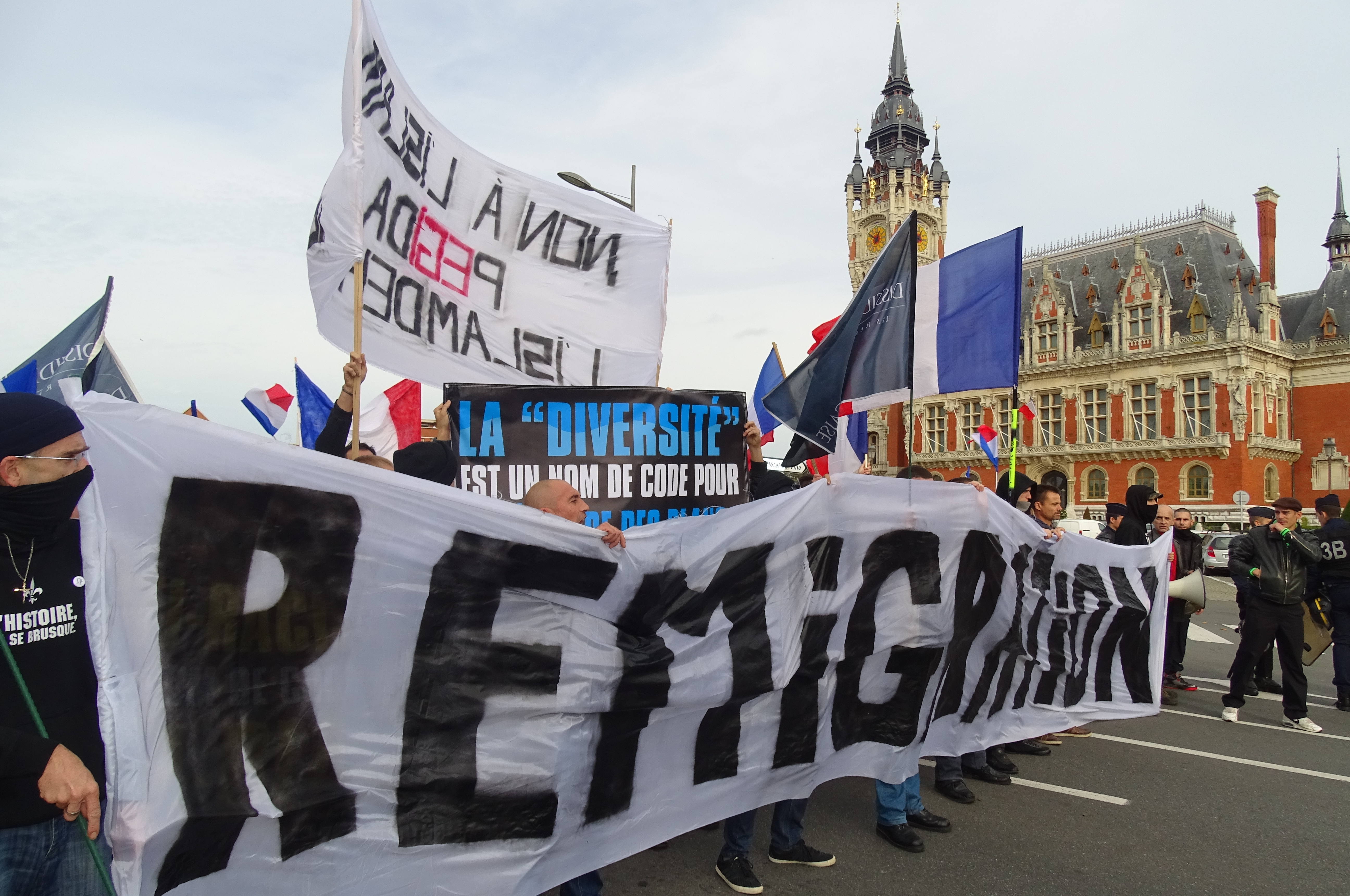
Demonstration der Identitären „Gegen Illegale, Einwanderungsinvasion und die Islamisierung Europas“ 2015 im französischen Calais mit großem Transparent „Remigration“ und kleinem Plakat gegen „Diversität“ als Codewort für den großen Austausch

- Remigration ist ein mit anderer Bedeutung aus der Wissenschaft übernommener Begriff, der im rechtsextremen Kontext die Vertreibung Nichtdeutscher, deutscher Staatsbürger mit Migrationshintergrund und deutscher Staatsbürger nichtrechter Weltanschauung zum Ziel hat. Menschen, die für die extreme Rechte nicht zum Ideal des „einheitlichen“ Volks passen, sollen nach der Machtübernahme in einer über mehrere Jahre angelegten Maßnahme sortiert, unter Zwang ausgewiesen und gewaltsam deportiert werden.[34][13]
- Schuld-Kult ist ein geschichtsrevisionistisches Schlagwort, das deutsche Erinnerungskultur an die nationalsozialistische Zeit und die Shoah lächerlich zu machen. Der Gesellschaft wird dabei vorgeworfen, sich nur mit dem Nationalsozialismus zu beschäftigen, um „die Deutschen“ daran zu hindern, die eigene Nation gut zu finden. Der Begriff wurde zuerst in den 1980er Jahren von Franz Schönhuber genutzt und in den 2010ern von den Identitären und der AfD aufgegriffen.[15]
- Souveränität ist eine Dogwhistle für Reichsbürger und dient als Synonym für nationalistische Überhöhung und Abschottung entgegen der seit der Montanunion zunehmende europäische Zusammenarbeit und Integration. Außerdem wird der Begriff auch in weiteren Strömungen der Rechten dazu genutzt, zu behaupten, dass immer noch die Siegermächte des Zweiten Weltkriegs über Deutschland herrschen würden.[15]
- Staatsversagen
- System (Nationalsozialismus)
- Tiefer Staat Der „tiefe Staat“ wurde bereits im 18. Jahrhundert geprägt und mit ihm die Freimaurerei bezichtigt, einen „Staat im Staat“ zu führen. Dem Motiv liegt die Erzählung zugrunde, dass ein dunkles Netzwerk aus mächtigen Personen die Geschehnisse in der Politik unter Umgehung der Öffentlichkeit kontrolliere. Trotz seiner antisemitischen Konnotation wurde der Begriff Deep State vor allem durch Donald Trump wieder populär, dessen Wahlkampf sich gegen die Eliten gewendet hat, die seinen Unterstützern nach dem Deep State angehören. Ein Beispiel hierfür ist Pizzagate. Auch Verwaltungsbeamte und Sicherheitskräfte werden dem tiefen Staat zugeordnet, wenn sie die demokratisch erarbeiteten Gesetze und Normen verteidigen. Der Begriff wird zunehmend von rechten Parteien verwendet, um ihren Gegner Absprachen in geheim agierenden Strukturen zu unterstellen.[13]
- Traditionelle Familie
- Tugendterror Demonstration der neonazistischen Nederlandse Volks-Unie. Auf dem Transparent steht: „Kein Islam in Europa. Überfremdung eindämmen.“ Als Grafik ein Verbotsschild mit Moschee. 2011
- Überfremdung

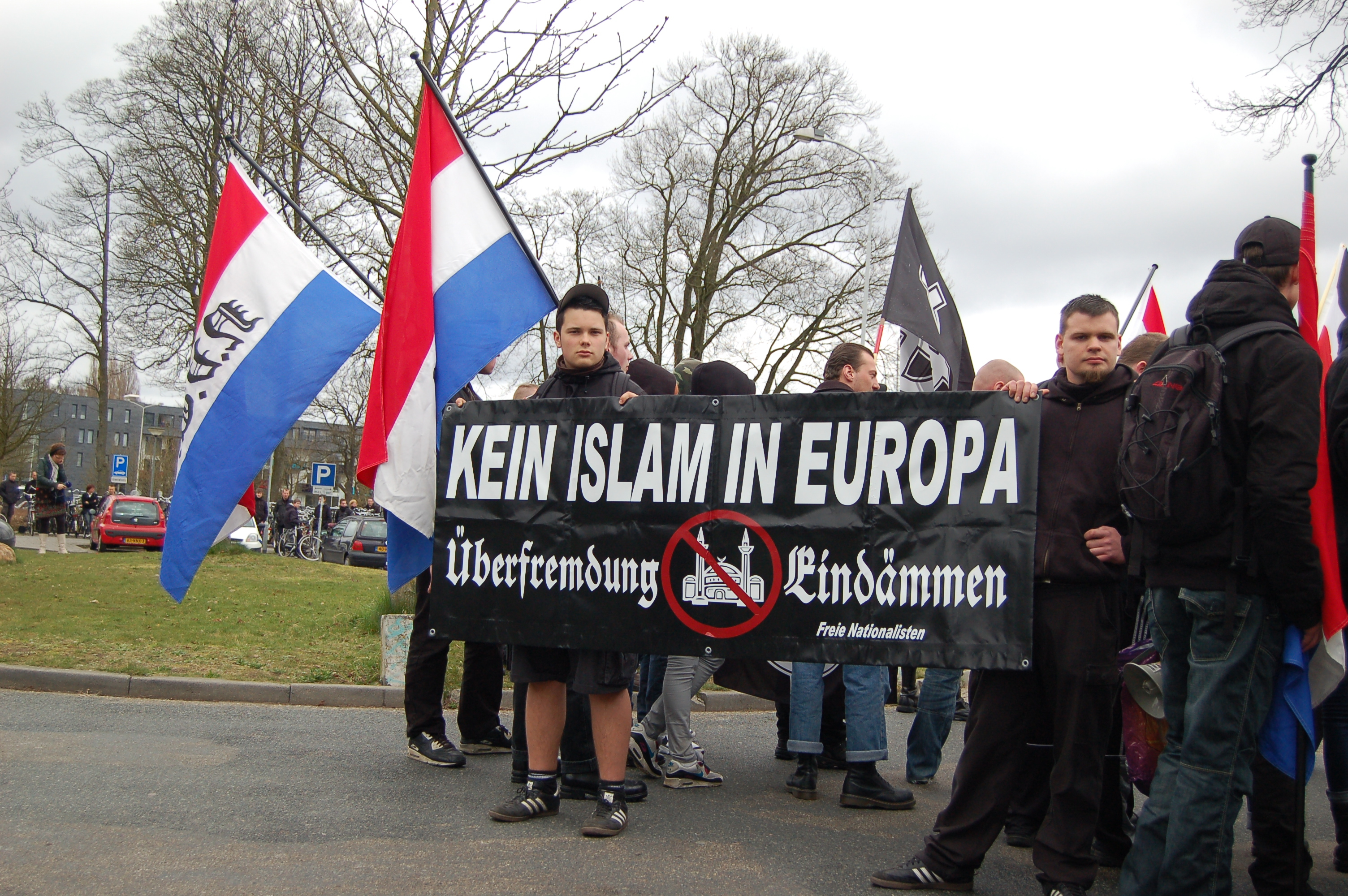
Demonstration der neonazistischen Nederlandse Volks-Unie. Auf dem Transparent steht: „Kein Islam in Europa. Überfremdung eindämmen.“ Als Grafik ein Verbotsschild mit Moschee. 2011

- Umvolkung aka. Großer Austausch (bzw. Great Reset, Bevölkerungsaustausch, Überfremdung)
- USA wird von antisemitischen Verschwörungsideologen genutzt, um anzudeuten, dass in Wahrheit Israel beziehungsweise „die Juden“ die USA und somit die Welt regieren, besonders mit dem Begriff USrael, einem Schachtelwort aus USA und Israel.[35]
- Vertriebene
- Volk ist der Kernbegriff und kulturell-ideologische Basis des Rechtsradikalismus und seiner völkischen Denkart. Der Glaube daran kann wie eine Religion Denken und Handeln bestimmen. Das Volk wird als beseelter, kollektiver Organismus wahrgenommen, der seit Anfang an auf bio-ethnisch-kulturellen Grundlagen bestehen würde. Das einzelne Individuum ist ihm normativ verpflichtet und hat sich diesem mit seiner Arbeit, Sexualität und Fortpflanzung, Konsum und Kultur zu unterwerfen.[36]
- Volksverrat dient als Muster der Ausgrenzung. Das dauerhafte Repetieren der Eigendefinition als Volk, als eine große eigenständige Gemeinschaft: „das deutsche Volk“ und die „Volksgemeinschaft“, für das die Rechte als Teil der angeblichen Mehrheit zu sprechen vorgibt, grenzt Andersdenkende als Sozialschmarotzer aus, die nicht dazugehören.[9] Laut rechter Erzählung begann bereits in den Lagern eine Gehirnwäsche der Siegerjustiz. Hier verhandelt Sgt. Armand Duval (links) mit einem gefangenen Nazi in Brehal, Frankreich, 1944

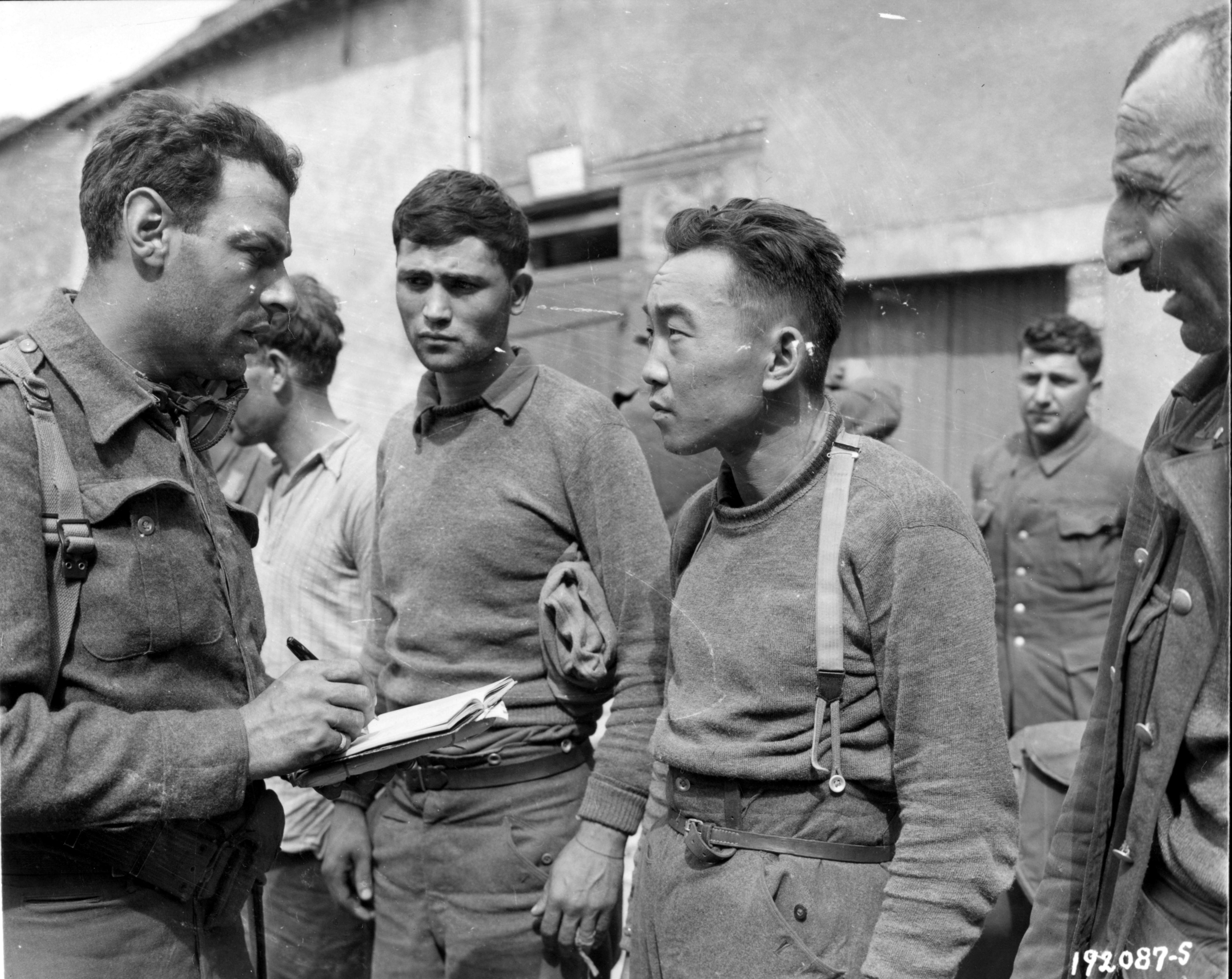
Laut rechter Erzählung begann bereits in den Lagern eine Gehirnwäsche der Siegerjustiz. Hier verhandelt Sgt. Armand Duval (links) mit einem gefangenen Nazi in Brehal, Frankreich, 1944

- Vorbürgerkrieg ist ein von Götz Kubitschek 2007 erfundenes, im argumentativen Zusammenhang zur Erzählung der generellen Zuwanderung als ‚Überfremdung‘ und ‚Umvolkung‘ strömungsübergreifend genutztes Motiv. Die ethnische ‚Unterwanderung‘ und ‚Landnahme‘ führe zu deutschfeindlichen Attacken, die in einen Bürgerkrieg münden können, wenn sie nicht gestoppt würden. In seiner Vorstufe des jetzt stattfindenden Vorbürgerkriegs werde entschieden, ob der Bürgerkrieg ausbrechen werde. Im Kontext dieser Erzählung fallen weitere Begriffe wie ‚multikulturell‘, ‚geistiger‘ oder ‚medialer Bürgerkrieg‘, ‚Umerziehung‘ (Siegerjustiz), ‚Gehirnwäsche‘ und weitere.[37]
- Widerstand, oft in rechten Aufzügen mit der Parole „Hier marschiert der nationale Widerstand“ genutzt, ist ein zentraler Topos mit doppelter Codierung. Zum einen schwingt eine gefährliche und wilde, „thymotische“ Konnotation mit; denn „Zunächst muss auf eine Revolte hingedacht und hingearbeitet werden“, hieß es im Februar 2017 in der Sezession: „Die logos-zentrierte Mäßigung der Deutschen muss ebenso zugunsten einer dringend notwendigen Thymos-Spannung zurückgedreht werden wie die eros-abhängige Konsumzufriedenheit und Verhausschweinung.“ Zum anderen muss die bürgerliche, rechtmäßige Ordnung wiederhergestellt werden. Artikel 20 IV des Grundgesetzes gibt allen Deutschen dazu das Recht. Die rechtswidrig ausgeübte Staatsgewalt sei ab der Regierung Merkel und ihrer „Flüchtlingsströme“ der Fall.[20]
- Woke, zunehmend auch im Liberalismus als Feindbild verwendet[38]
- Zecke dient wie der Volksverrat zur Ausgrenzung unliebsamer Mitbürger, hier der Punks und Linken als Zecken im Pelz des deutschen Volkes.[9]
- Zigeuner wird von rechten bis rechtsextremen Organisationen und Medien am rechten Rand genutzt und in Beiträgen zur korrekten Bezeichnung erklärt.[39] „Die Jahrhunderte alte Bezeichnung ‚Zigeuner‘“ wird auch in rechtspopulistischen österreichischen Medien als neutral deklariert.[40] Dabei schwingen traditionelle Vorurteile wie „Delinquenz“ und „Nomadisieren“ mit. Überwiegend werden Roma mit dem Begriff gemeint, die damit marginalisiert werden und abzusondern seien. Aus dem Wort bilden sich herabsetzende Kombinationen wie „Zigeunerlobby“, „Zigeunersippe“ oder „Zigeunerhäuptling“. Antisemitisches „ZOG“-Graffiti mit dem Schriftzug „Crush ZOG“ (deutsch: „vernichte die zionistisch besetzte Regierung“) an einer Garagenwand, 2019

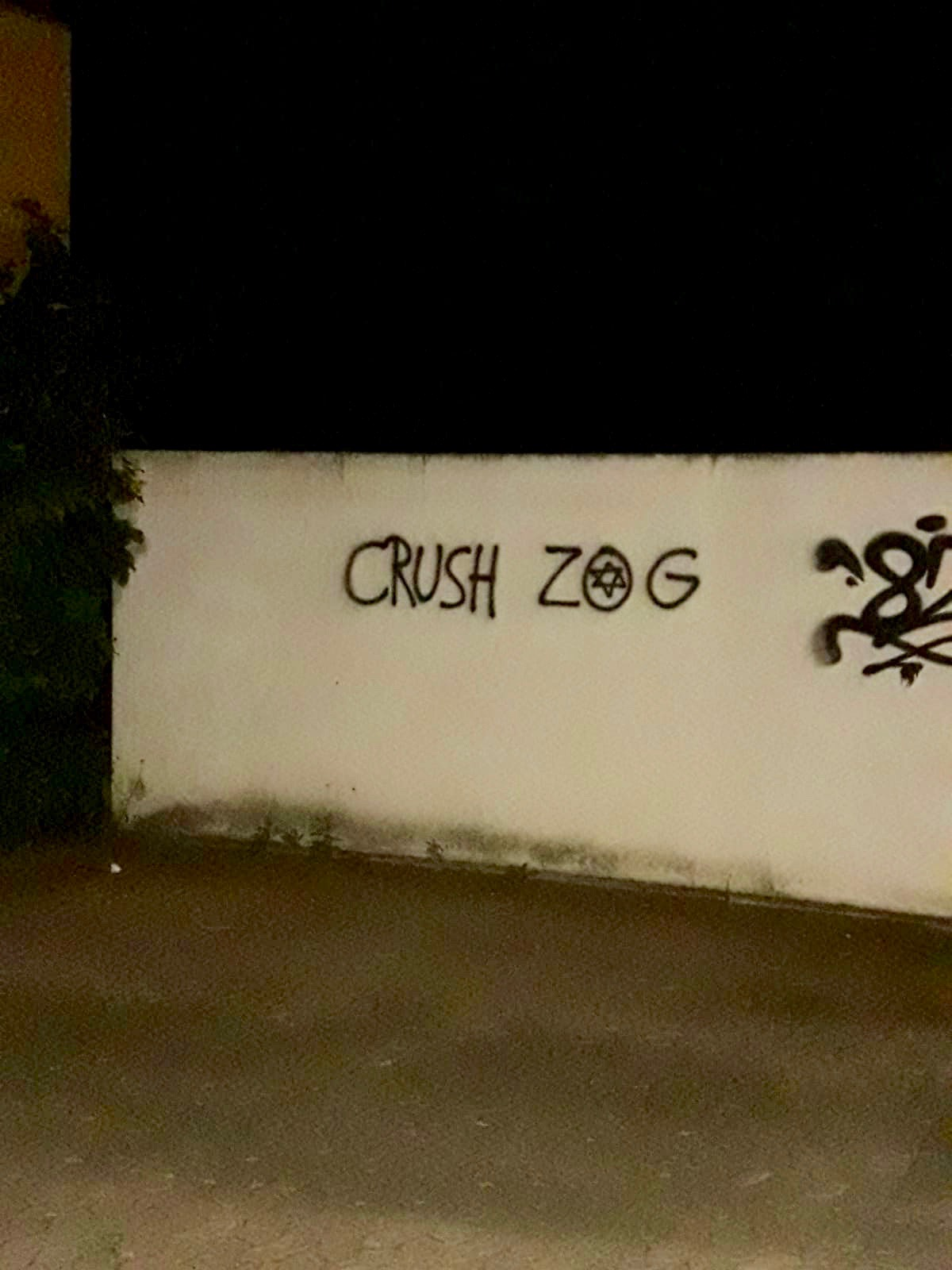
Antisemitisches „ZOG“-Graffiti mit dem Schriftzug „Crush ZOG“ (deutsch: „vernichte die zionistisch besetzte Regierung“) an einer Garagenwand, 2019

- Zionist Occupied Government (deutsch: Zionistisch besetzte Regierung, abgekürzt „ZOG“) verweist auf die Verschwörungstheorie des als homogen imaginierten Weltjudentums und seines geheim agierenden Zionismus, der sich angeblich die Globalisierung zunutze mache, um insgeheim verschiedene nationale Regierungen zu kontrollieren.